# پروجیچ
پروجیچ (به صربی: Projić) یک کوه در صربستان است که در Western Serbia واقع شده‌است. پروجیچ ۱٬۲۵۶ متر بالاتر از سطح دریا واقع شده‌است.